# Cheumatopsyche striata
Cheumatopsyche striata är en nattsländeart som först beskrevs av Jacquemart 1959.  Cheumatopsyche striata ingår i släktet Cheumatopsyche och familjen ryssjenattsländor. Inga underarter finns listade i Catalogue of Life.